# Бошнак хан
Бошнак хан (на гръцки: Βοσνάκ Χάνι) е бивш хан, гостилница от османско време във Франкомахала, Солун, днес в Гърция. В началото на XX век ханът е един от центровете на Солунския революционен комитет на Вътрешната македоно-одринска революционна организация.
Бошнак хан е разположен в югозападната част между булевардите „Леондос Софос“ и „Франки“.

## История
Ханът е с 34 стаи, 7 работилници, кафе на долния етаж, конюшни, ковачница, няколко магазина и голям двор. В един от магазините в 1881 година Софоклис Гарполас издава вестника „Фарос тис Македонияс“. В други помещения на хана се разполага бръснарят от Воден Куфидис и магазинерът Георгос Ваяндзас. Сградата е запечатана на снимки от епохата си като двуетажна тухлена сграда, с квадратна форма и вероятно вътрешен двор. Първоначалният собственик на Бошнак хан е Латиф ефенди, а от 1881 година собственик е Атанасиос Кондоянис, а след това – Саул Модиано. Част от хана пострадва при пожар на 24 януари 1882 година. От 1900 година собственик на хана е Васил Мончев. По това време ханът става център на ВМОРО, където революционери често отсядат като търговци от Неврокоп, Прилеп и Кукуш. Солунските ханове на Мончев Бошнак хан и „Вардар“ стават средища на революционната организация, като Мончев е сред първите посветени дейци. Гевгелийският ръководител на ВМОРО Илия Докторов пише:
| „ | Главните свърталища на революционерите в Солун бяха „Бошнак хан“, чийто съдържател бе Васил Мончев, най-довереното лице на членовете на Централния комитет и техните помощници. Той бе лицето, което устройваше срещите в неговия хотел-хан на дошлите от провинциалните градове по-видни дейци с някои от членовете на Централния комитет. | “ |

Иван Крайничанец, собственик на „Първа българска аптека“ в Солун пише:
| „ | Сборният пункт на българската интелигенция, станция на куриерите, които донасяха известия от четата на Гоцета Делчев, Сандански, Тане Николов и др. беше хотелът във Франко махала, срещу Отоманската банка, наречения „Бошнак хан“. То беше едно голямо, старо сдание, с много стаи, гостилница, кафене и широк двор. Там идваха пътници и търговци – българи от провинцията. Там се носеха новини от България и от вътрешността на Македония. Гражданите се събираха в двора или в кафенето. Тук се разискваха разни въпроси, разбира се, тайно да не дознае полицията и тайните агенти. Тук в ресторанта се хранеха учителите, гражданите, между които и аз и разменяваха се мисли, носеха се вестници от вътрешността и пращаха се без да узнае някой, заповеди от Централния комитет за четите и обратно. Тук се виждаха всекидневно: Христо Матов, Пере Тошев, Гарванов, които всред шеги и разговори вършеха най-сериозни съвещания, важни дела, които са от значение за историята на македонското движение. Съдържателят на хотела – Васил Мончев, родом от Прилеп бе един висок и развит човек с гъсти и завиткани мустаци. Под мирния и индеферентния му поглед се виждаше една благородна душа, твърд и кален в живота характер. Той без страх приемаше и изпращаше всички агенти и детективи, пред които се представляваше, че нищо не знае и нищо не е видел. Той бе довереното лице на организацията и вършеше много много деликатни поръчки, които му бяха поверени. С една дума конците на организационната мрежа на Вр. М. Р. комитет водеха в Солун - в Бошнак хан. | “ |

След солунските атентати в 1903 година и взривяването на „Банк Отоман“ в Солун от български революционери, османските сили нахлуват в Бошнак хан и избиват българите, които по това време се намират там. Бошнак хан съществува вероятно до големия пожар в Солун от 1917 година.
Днес на мястото на хана е построена сграда, позната като Стоа „Карапанайотис“ (Στοά Καραπαναγιώτη) и е изоставена.